# Estadio de Twickenham
El Estadio de Twickenham es un estadio de rugby situado en Twickenham, un suburbio en el suroeste de Londres, en el municipio de Richmond upon Thames. Con una capacidad para 82 000 espectadores, es el segundo más grande del Reino Unido tras el Estadio de Wembley y el quinto mayor de Europa.
El estadio es sede de la Rugby Football Union (la unión inglesa de rugby) y como tal acoge los partidos de local de la selección de rugby de Inglaterra, al igual que el Seven de Londres, el Seven de Middlesex, la final de la Premiership Rugby (primera división del rubgy inglés), la EDF Energy Cup y partidos de la Copa Heineken (la máxima competición de clubes de rugby en Europa). Por todo esto, el estadio se lo considera como un icono del rugby inglés y se le denomina la 'Catedral' del rugby.
Aunque habitualmente solo se utiliza para jugar al rugby, ha acogido un gran número de conciertos musicales, entre ellos de Iron Maiden, Bon Jovi, Genesis, U2, The Rolling Stones, The Police, Eagles, R.E.M, Lady Gaga, Beyoncé y Rihanna. También ha sido utilizado anualmente desde hace más de 50 años para acoger convenciones de los Testigos de Jehová.

## Descripción general
El estadio ha sido fundado y gestionado por la Rugby Football Union (RFU), por lo que Twickenham recibe numerosas actividades relacionadas con el rugby a lo largo del año. La más importante es ser la casa de la selección inglesa de rugby, que ha jugado prácticamente todos sus partidos de casa en el estadio, por lo que acoge los partidos de Inglaterra en el Seis Naciones, lo mismo que los partidos amistosos de noviembre ante selecciones del hemisferio sur.
Más allá de la selección de rugby de Inglaterra, es la sede de varios partidos de rugby, tanto locales como internacionales. Acoge desde 2001 el Seven de Londres, el torneo anual de la IRB Sevens World Series, y la Middlesex Sevens, una competición de ámbito local. Además, la final de la Premiership Rugby, y en su momento la final de la Anglo-Welsh Cup, también se realizan en Twickenham.
También acogió la final de la Heineken Cup en 2007 y anualmente es la sede de competiciones entre Cambridge y Oxford, la Daily Mail Cup entre colegios ingleses y el partido Army-Navy que todos los años cierra la competición entre los ejércitos.
Los Barbarians han disputado más de 25 partidos en Twickenham ante las selecciones de Inglaterra, Australia, Nueva Zelanda, Sudáfrica y Fiyi, así como ante los Leones Británico-irlandeses en 1977.

## Historia
Cuando se vendieron todas las entradas para los amistosos contra Nueva Zelanda y Sudáfrica en Crystal Palace, la RFU se dio cuenta de las ventajas que reportaría poseer su propio terreno de juego. William Williams, miembro del comité, lideró la idea de comprar una parcela de jardín de 10,25 acres en Twickenham en 1907, por el precio de 5572 libras esterlinas. Las primeras gradas se construyeron al año siguiente. El terreno, antes de ser comprado, se usaba para cultivar repollos, por lo que afectuosamente al estadio se le denomina "Cabbage Patch" (Campo de repollos). Después de muchas contingencias, el primer partido tuvo lugar el 2 de octubre de 1909 entre los Harlequins y Richmond, y el primero internacional sería el 15 de enero de 1910 entre Inglaterra y Gales. Por aquel entonces, el estadio ya tenía una capacidad para 20 000 espectadores, y durante la Primera Guerra Mundial, se utilizó como pasto para vacas, caballos y ovejas. En 1921, el rey Jorge V desveló un memorial de guerra.

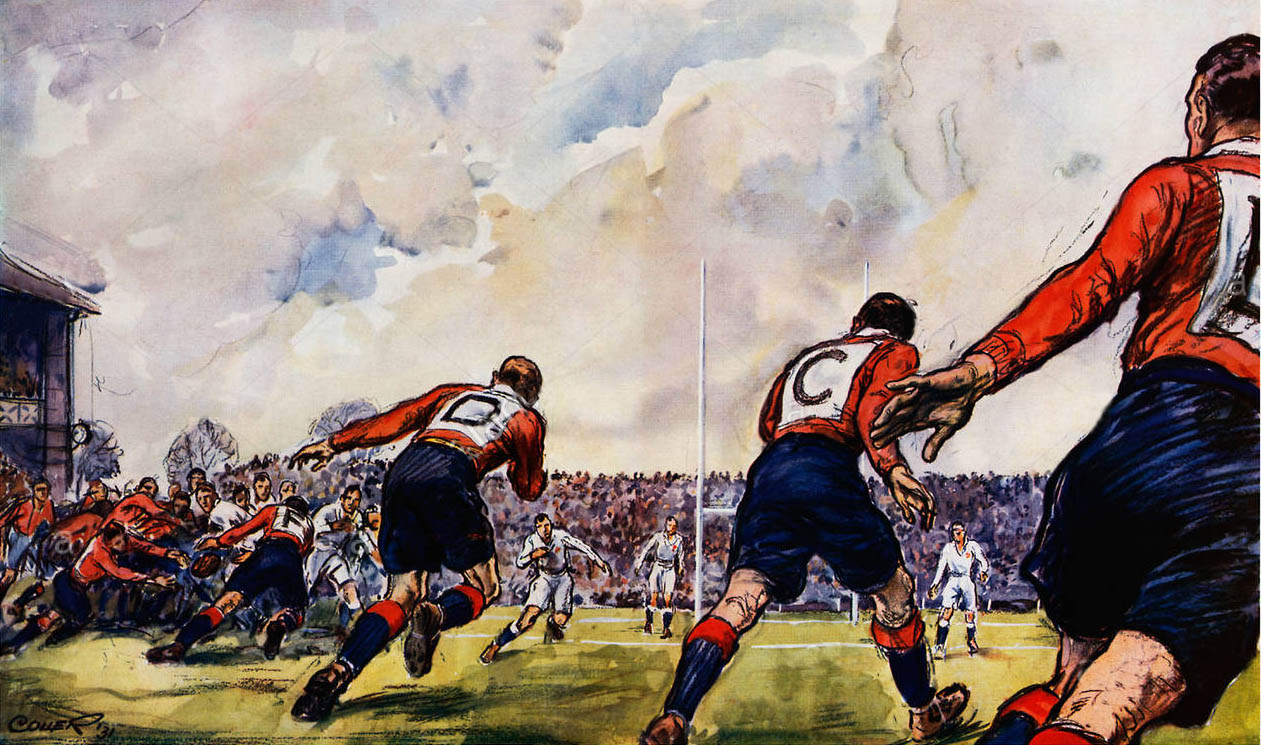
Comenzando un ataque, dibujo inusual del partido entre Inglaterra y Gales en Twickenham en 1931

En 1926, tuvieron lugar en Twickenham los primeros Middlesex Sevens. En 1959, para celebrar los 50 años del campo, un equipo combinado de Inglaterra y Gales ganaron a otro de Irlanda y Escocia por 26 a 17.
Antes del último partido de la temporada 1988, contra Irlanda, Inglaterra había perdido 15 de los últimos 23 partidos en el Cinco Naciones. En Twickenham, la afición solo había visto un solitario ensayo inglés en los dos años y medio anteriores, y en el descanso de ese partido ante Irlanda perdían 0-3. Durante la segunda mitad ocurrió una llamativa trasformación en el juego inglés, que comenzó a jugar abierto con la línea, algo que mucha gente dudaba que fueran capaces de hacer. La desventaja de 0-3 se convirtió en una victoria por 35-3, con seis ensayos ingleses. Este mismo día también supuso el origen de la adopción del Swing Low, Sweet Chariot como cántico representativo en la grada. Tres de los ensayos ingleses fueron obra de Chris Oti, un jugador negro que esa misma temporada había conseguido reputación como velocista en el ala izquierda. Un grupo de chicos del colegio benedictino Douai, siguiendo una tradición de los partidos del colegio, comenzó a cantar Swing Low, Sweet Chariot cada vez que Inglaterra ensayaba. Cuando Oti ensayó por segunda vez, los espectadores más cercanos al grupo de chicos se unieron, divertidos, a sus cánticos, y cuando Oti completó su triplete la canción ya se coreaba en todo el estadio. Desde entonces Swing Low, Sweet Chariot se convirtió en la canción representativa de los partidos de Inglaterra en su estadio, al modo de Fields of Athenry en Dublín y Cwm Rhondda en Cardiff.

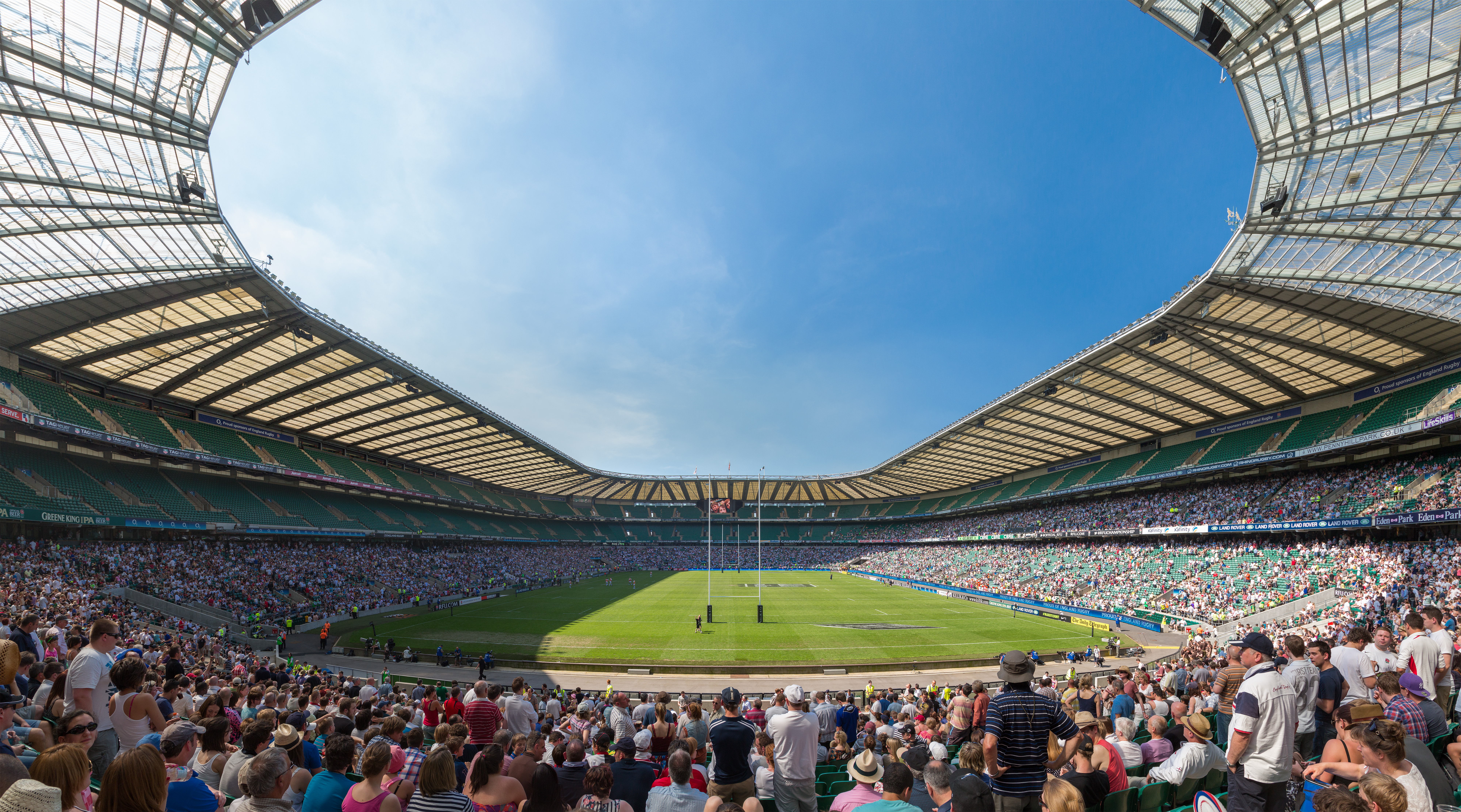
Interior del Twickenham Stadium en 2012.

Durante el Mundial de Rugby de 1991 que compartieron com anfitriones el Reino Unido, Irlanda y Francia, Twickenham fue sede de los partidos del grupo A, pero también albergó la final en la que Australia venció 6-12 a Inglaterra. En este partido, Inglaterra decidió cambiar su estilo de juego, optando por el juego abierto que les había llevado a la victoria en el partido de marzo de 1988 contra Irlanda del que hablábamos antes, pero con los ingleses perdiendo por 3-12, David Campese (ala estrella Australiano) interceptó un pase dirigido al ala inglés Rory Underwood. Pero extrañamente, dejó caer el balón hacia adelante, propiciando así el golpe de castigo que dio a Inglaterra los últimos 3 puntos del partido. Se protestó mucho esta acción, interpretando que Campese había cometido una falta de forma deliberada que podría suponer una acción disciplinaria sobre el jugador australiano, especialmente cuando en el mismo campo, en noviembre de 1988, Campese había interceptado un pase similar y llegó a ensayar tras recorrer todo el campo.
Durante la Copa Mundial de Rugby de 1999 de Gales, algunos partidos fueron trasladados a Twickenham. Entre ellos, tres de los partidos de Inglaterra en el grupo B, la segunda ronda en la que Inglaterra derrotó a Fiyi 45-24 y ambas semifinales, en las que no estaba Inglaterra por haber sido apeada en cuartos por Sudáfrica.
El estadio recibió el apelativo de "Fortress Twickenham" (Fortaleza de Twickenham) entre octubre de 1999 y 2004, puesto que en esta época Inglaterra mantuvo una racha de 19 partidos imbatidos que terminó con una derrota ante Irlanda.
El IRB Rugby Aid Match (partido benéfico de la IRB) se disputó el 5 de marzo de 2005, organizado por la International Rugby Board (Federación Internacional de Rugby)(IRB) para recaudar fondos para el Programa Mundial de Alimentos de las Naciones Unidas de ayuda las víctimas del Terremoto del océano Índico de 2004. Fue un partido entre jugadores representativos del hemisferio Norte y Sur, con el resultado final de: Hemisferio Norte 19 – Hemisferio Sur 54.

## Reformas

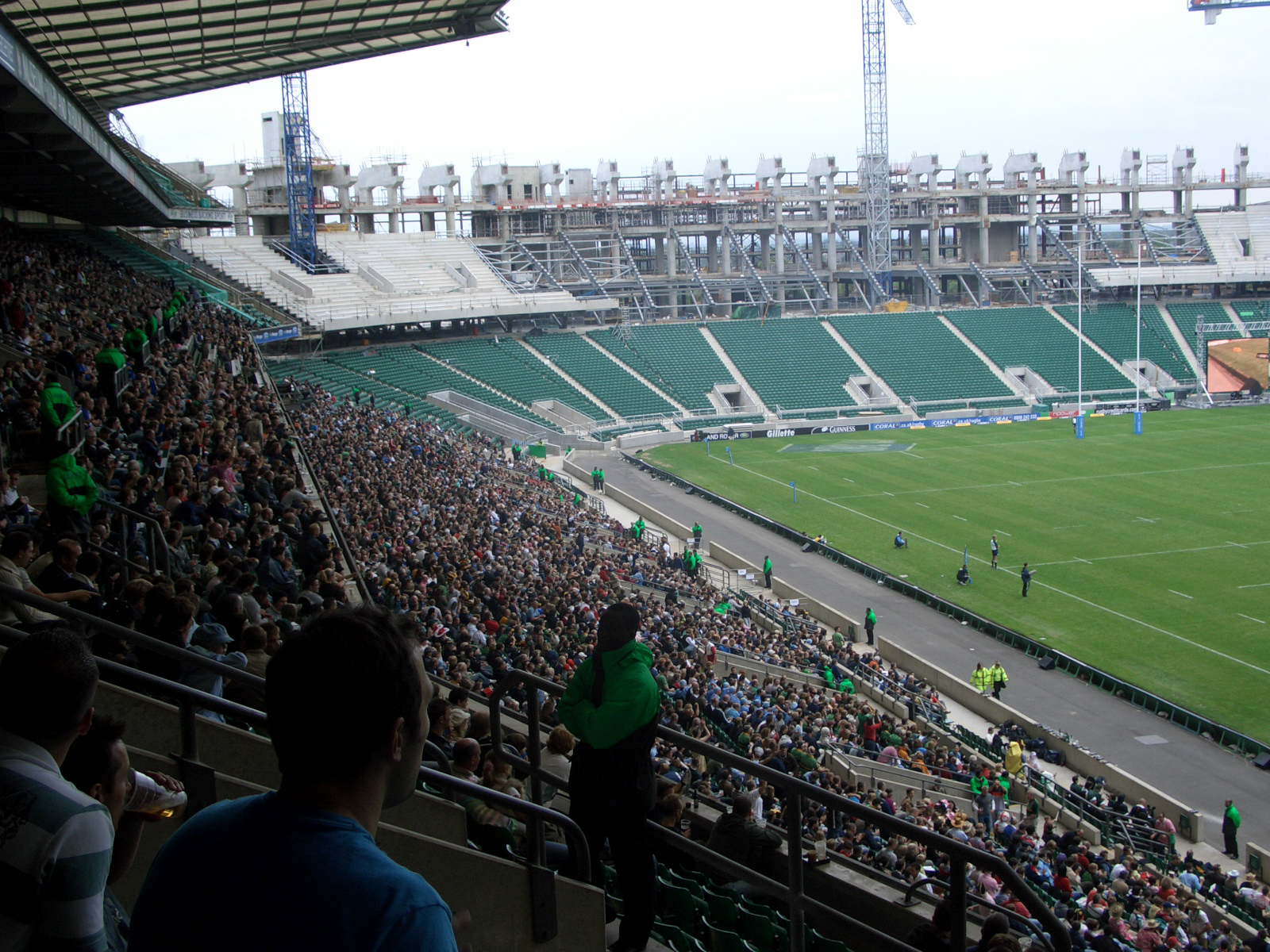
Reformas en la grada sur.

Desde que la Rugby Football Union compró el terreno en 1907, este ha sufrido varias reformas. En 1921 se amplió la primera grada en la zona norte, instalándose talleres debajo de ella. En 1927, la grada este fue ampliada, llegando así a una capacidad de 12 000 espectadores. La zona sur se amplió posteriormente para permitir la entrada de 20 000 espectadores. En 1932 se completó el graderío con la grada oeste, con lo que la RFU obtuvo oficinas en lo que Twickenham se convirtió así en su campo oficial. En 1937, el Consejo del Condado de Middlesex aprobó una solicitud del Consejo municipal de Twickenham para ampliar Rugby Road, puesto que esta no era adecuada para el tráfico.
En 1965, la grada sur se cerró por fallos estructurales. Se decidió que sería más barato construir una nueva antes que reparar la ya existente; sin embargo, la obra no se inició hasta 1978 puesto que el permiso para construir fue denegado por la oposición de los residentes de la zona. A comienzos de la década de 1980 se produjo un remodelado importante que se continuó hasta mediados de los 90.
- En 1981 se reconstruyó la grada sur.
- La grada norte se derribó en 1988 para construir una mayor que se estrenó en 1990.
- Tras el cinco naciones de 1992 se completaron primero la grada este y posteriormente la oeste.
- En 1995, el estadio se completó con una capacidad de 75 000 espectadores, todos ellos sentados.
Desde 2002 se intentó conseguir permiso para una nueva grada sur, recibiéndolo en diciembre de 2004. Así se conseguía llegar a 82 000 espectadores, un hotel y un centro de conferencias. Las obras comenzaron en junio de 2005. Así pues, además de aumentar la capacidad del estadio, se construyó un hotel de cuatro estrellas Marriott con 156 habitaciones y 6 suites VIP con vistas al campo, un complejo artístico, un club de ocio y salud, una nueva tienda de rugby y por supuesto más espacio para diversas funciones. El domingo 10 de julio de 2005 la antigua grada sur fue demolida para dar paso a la última reforma. Las celebraciones planeadas para festejar la demolición de esta última parte del antiguo estadio fueron canceladas por los atentados del 7 de julio de 2005 en Londres. La obra se terminó el 5 de noviembre de 2006 para el partido entre Inglaterra y Nueva Zelanda de los Autumn Internationals de 2006. El techo se acaba de terminar, y en febrero de 2009 el resto de instalaciones están a punto de ser concluidas.

## Otros usos

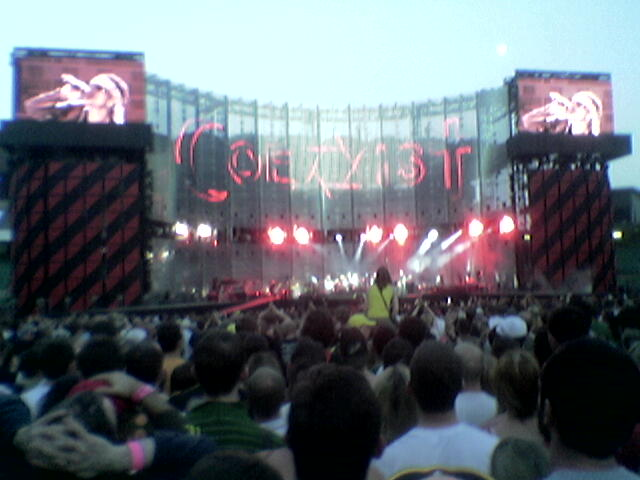
Concierto de U2 en 2005.

Aunque Twickenham acoge habitualmente eventos relacionados con el rugby, también se han realizado un gran número de otros eventos. Puesto que la construcción del nuevo Estadio de Wembley se retrasó, algunos eventos que estaban ya programados se trasladaron a Twickenham. Los conciertos de la gira "A Bigger Bang Tour" de los Rolling Stones fueron algunos de ellos. Los Stones también realizaron dos conciertos en agosto y septiembre de 2003, el primero de los cuales se utilizó en el DVD de 2003 Four Flicks. En 2007 Genesis tocó en Twickenham en su gira "Turn it on again" en la que promocionaban sus discos "Platinum Collection" y "The Video Show". En ese mismo año, en septiembre, tocaron The Police y en junio Rod Stewart. Ya en 2008, R.E.M. lo hizo en agosto, Bon Jovi hizo dos conciertos en junio dentro de la gira "Lost Highway Tour" y Iron Maiden, junto con otros grupos como Avenged Sevenfold, Within Temptation y Lauren Harris, en un macroconcierto el 5 de julio incluido en su gira "Somewhere Back In Time World Tour".
En la mayoría de los conciertos la capacidad del estadio es de 55 000 espectadores, en comparación con los 82 000 asientos disponibles en un partido de rugby.

### Futbol Americano
El 3 de noviembre de 2015 se anunció que la RFU y la NFL estadounidense habían llegado a un acuerdo de tres años para albergar al menos tres juegos de la NFL International Series en Londres. El acuerdo comenzó en octubre de 2016 y brindó la oportunidad de albergar dos juegos adicionales durante el período de tres años del acuerdo.
El 23 de octubre de 2016, Los Angeles Rams recibieron a New York Giants en Twickenham Stadium. Este fue el segundo de 3 juegos de la NFL International Series que se jugaron en Londres en 2016, con los otros 2 juegos realizados en Wembley. El juego fue transmitido en vivo en Gran Bretaña por BBC Two.
Los otros 2 juegos estipulados en el contrato se jugaron en 2017, y se anunciaron el 13 de diciembre de 2016.
| Lista de la NFL International Series jugados en Twickenham Stadium | Lista de la NFL International Series jugados en Twickenham Stadium | Lista de la NFL International Series jugados en Twickenham Stadium | Lista de la NFL International Series jugados en Twickenham Stadium | Lista de la NFL International Series jugados en Twickenham Stadium | Lista de la NFL International Series jugados en Twickenham Stadium | Lista de la NFL International Series jugados en Twickenham Stadium | Lista de la NFL International Series jugados en Twickenham Stadium |
| Año                                                                | Fecha                                                              | Transmisión en Reino Unido                                         | Local Designado                                                    | Score                                                              | Visitante Designado                                                | Asistencia                                                         | Show previo al juego                                               |
| ------------------------------------------------------------------ | ------------------------------------------------------------------ | ------------------------------------------------------------------ | ------------------------------------------------------------------ | ------------------------------------------------------------------ | ------------------------------------------------------------------ | ------------------------------------------------------------------ | ------------------------------------------------------------------ |
| 2016                                                               | 23 de octubre                                                      | BBC                                                                | Los Angeles Rams                                                   | 10–17                                                              | New York Giants                                                    | 74,121                                                             | Craig David                                                        |
| 2017                                                               | 22 de octubre                                                      | Sky Sports                                                         | Los Angeles Rams                                                   | 33–0                                                               | Arizona Cardinals                                                  | 73,736                                                             |                                                                    |
| 2017                                                               | 29 de octubre                                                      | BBC                                                                | Cleveland Browns                                                   | 16–33                                                              | Minnesota Vikings                                                  | 74,237                                                             |                                                                    |

## Museo del rugby
Dentro del estadio se encuentra El Museo Mundial de Rugby (The World Rugby Museum). El museo cubre todo el rugby mundial, no solo el inglés. Narra la historia del deporte, incluyendo William Webb Ellis and Richard Lindon, usando sistemas visuales interactivos. El museo tiene un programa de exposiciones especiales que cubren cuestiones de interés y ofrecen una oportunidad para ver algunos de los objetos más escondidos de la colección del museo. Entre estos objetos se incluyen una camiseta de Inglaterra del primer partido internacional de la historia en 1871 entre Inglaterra y Escocia y hasta 2005 la Copa Webb Ellis obtenida por Inglaterra en el Mundial de Rugby de 2003.
| Predecesor: Eden Park Australia-Nueva Zelanda 1987 | Estadio de la final de la Copa Mundial de Rugby - Reino Unido-Irlanda-Francia 1991 | Sucesor: Ellis Park Sudáfrica 1995            |
| Predecesor: Eden Park Nueva Zelanda 2011           | Estadio de la final de la Copa Mundial de Rugby - Inglaterra-Gales 2015            | Sucesor: Internacional de Yokohama Japón 2019 |